# Friendswood
La ville de Friendswood est située dans les comtés de Galveston et Harris, dans l’État du Texas, aux États-Unis. Sa population s’élevait à 35 805 habitants lors du recensement de 2010.

## Histoire
Friendswood a été fondée en 1895 par des quakers.

## Source
- (en) Cet article est partiellement ou en totalité issu de l’article de Wikipédia en anglais intitulé « Friendswood, Texas » (voir la liste des auteurs).